# Глазер, Йехошуа
Йехошуа Гла́зер (ивр. יהושע גלזר‎; 29 декабря 1927, Тель-Авив, Подмандатная Палестина — 29 декабря 2018, Тель-Авив) — израильский футболист, играл на позиции нападающего. Серебряный призёр Кубков Азии (1956, 1960).

## Биография

### Клубная карьера
В течение 18 сезонов Глазер играл за «Маккаби» из Тель-Авива, в составе которого выиграл 6 чемпионских титулов и 6 Кубков Израиля. В 1963 году перешёл в «Хапоэль» из Кфар-Савы, в составе которого отыграл один сезон. В 1964 году Глазер перешёл в «Бейтар» из Нетании, в котором отыграл один сезон.
В 1965 году перешёл в «Бейтар» из Иерусалима и играл за эту команду один сезон. Завершил карьеру в клубе «Секция».

### Карьера в сборной
В составе сборной Израиля принимал участие на Кубке Азии 1956 года и сыграл в 3 матчах на турнире. В матче против сборной Гонконга оформил дубль — Израиль выиграл ту встречу со счётом 3:2. На том турнире Израиль завоевал серебряные медали.
На следующем Кубке Азии в составе сборной Израиля сыграл в трёх матчах турнира и во второй раз завоевал серебряные медали. Всего за сборную Израиля сыграл 35 матчей и забил 18 голов.

### Смерть
Скончался 29 декабря 2018 года в день своего 91-летия.

## Достижения
«Маккаби» (Тель-Авив)
- Чемпион Израиля (6): 1946/47, 1949/50, 1951/52, 1953/54, 1955/56, 1957/58
- Обладатель Кубка Израиля (6): 1946, 1947, 1953/54, 1954/55, 1957/58, 1958/59

Сборная Израиля
- Серебряный призёр Кубка Азии (2) : 1956, 1960